# 東京大学文科三類
東京大学文科三類（とうきょうだいがくぶんかさんるい）は、東京大学の科類。略称は文三（ぶんさん）。

## 概要
「言語、思想、歴史を中心とする人文科学全般の基礎」を主に学ぶ。。主に文学部・教育学部に進学する。

## ジェンダー
東京大学の科類の中で最も女子率が高い。2021年度一般選抜の合格者に占める女子の割合は40.9％。最も低いのは理科一類（9.6%）である。